# Фонтанка
Фонтанка (рус. Фонтанка) јесте река у Санкт Петербургу, притока реке Неве.
Фонтанка је водоток у Санкт Петербургу, канал делте реке Неве, који прелази централни део града. Дужина - 7,6 км, ширина од 35 до 70 м, дубина од 2,6 до 3,5 м.
Река тече лево од главног тока Неве, близу Летње баште, и улива се у Болшу Неву северно од острва Гутујевски.
Пре појаве Обводног канала у 19. веку, лева обала Фонтанке била је део копна, а десна обала је формирала острва: Летња башта, Спаски, Покровски, Коломенски и Галерски. Касније је острво Галерно спојено са Коломенским, а лева обала је постала део Безименог острва.
Топоним се користи и као заједнички назив за насип реке Фонтанке.

## Мостови
Реку премошћава укупно 15 мостова:
1. Прачечный мост (1769)
2. Пантелејмонов мост
3. Берлински мост (1733)
4. Аничков мост (1716)
5. Ломоносов мост
6. Лештуков мост
7. Семеновски мост
8. Горсткин мост (1898)
9. Обухов мост
10. Измаиловски мост
11. Красноармејски мот (1956)
12. Египатски мост
13. Енглески мост
14. Старо-Калинкин мост
15. Галијски мост